# Skalistaja, gora (berg i Antarktis, lat -73,40, long 61,87)
Skalistaja, gora är ett berg i Antarktis. Det ligger i Östantarktis. Australien gör anspråk på området. Toppen på Skalistaja, gora är 1 893 meter över havet.
Terrängen runt Skalistaja, gora är platt åt nordost, men åt sydväst är den kuperad. Trakten är obefolkad. Det finns inga samhällen i närheten. 